# 細野薫
細野 薫（ほその かおる、1961年- ）は、日本の経済学者、学習院大学教授。
京都府生まれ。1984年京都大学経済学部卒業、1990年ノースウェスタン大学経済学修士号取得。2009年「金融危機のミクロ経済分析」で一橋大学から博士（経済学）。1989年経済企画庁勤務、1999年名古屋市立大学経済学部助教授、2003年学習院大学経済学部助教授、2004年から同教授。2010年、『金融危機のミクロ経済分析』で日経・経済図書文化賞受賞。

## 著書
- 『いまこそ学ぼうマクロ経済学』日本評論社 2008
- 『金融危機のミクロ経済分析』東京大学出版会 2010

### 共編著
- 『金融政策の有効性と限界 90年代日本の実証分析』杉原茂,三平剛共著 東洋経済新報社 2001
- 『グラフィック金融論』石原秀彦,渡部和孝共著 新世社 グラフィック「経済学」 2009
- 『インタンジブルズ・エコノミー 無形資産投資と日本の生産性向上』宮川努,淺羽茂共編 東京大学出版会 2016
- 『現代経済学の潮流 2016』照山博司,松島斉,松村敏弘共編 東洋経済新報社 2016
- 『現代経済学の潮流 2017』井伊雅子,原千秋,松島斉共編 東洋経済新報社 2017
- 『日本経済論』宮川努,細谷圭,川上淳之共著 中央経済社 ベーシック+　2017

## 論文
- ＜細野薫